# Partido Comunista de Australia (1920)
El Partido Comunista de Australia (en inglés Communist Party of Australia; acrónimo CPA) fue un partido político comunista fundado en 1920 en Australia y disuelto en 1991.

## Historia
Fue fundado en una reunión de 26 personas en Sídney el 30 de octubre de 1920. Permaneció ilegalizado entre junio de 1940 (cuando contaba con 5 000 miembros) y diciembre de 1942. Hacia el final de la Segunda Guerra Mundial el CAP sobrepasó la cifra de 20 000 miembros. Robert Menzies trató de ilegalizarlo infructuosamente de nuevo en 1951.
El Partido Comunista se involucra en el movimiento sindical, especialmente con la fundación de la "Federación de Mineros" y la "Federación de Estibadores", aunque sus resultados en las elecciones parlamentarias siguen siendo pobres. El partido también creó una organización de desempleados para resistir los desalojos. Los militantes del partido se unieron a las Brigadas Internacionales para defender la Segunda República Española contra las tropas de Franco. Durante todo este tiempo, los miembros de la CPA fueron objeto de una vigilancia constante por parte de las fuerzas policiales y de inteligencia y fueron acosados por los tribunales.
En los años de la Guerra Fría, el Partido Comunista se apartó del marxismo-leninismo ortodoxo para convertirse en un partido reformista de izquierdas. La CPA dirigió campañas contra las armas nucleares y la extracción de uranio, y apoyó las reivindicaciones de los pueblos indígenas en Australia y en el extranjero, especialmente en Papúa Nueva Guinea. Hizo campaña por la abolición de la legislación considerada represiva en relación con los indígenas, por la igualdad salarial y por el derecho a la tierra. Sus miembros ayudaron a los trabajadores aborígenes de Pilbara a protagonizar la huelga industrial más larga de la historia de Australia. A nivel internacional, el Partido Comunista Australiano está cerca del Frente Revolucionario para la Independencia de Timor Oriental (Fretilin) que se resistió a la ocupación indonesia en las décadas de 1970 y 1980.
El partido sufrió dos escisiones importantes en su historia: una en 1963 y otra en 1971. Se disolvió en marzo de 1991.

## Resultados electorales
|  | 0.3 % |

|  | 1.34 % |

|  | 0.48 % |

|  | 1.98 % |

|  | 1.49 % |

|  | 0.89 % |

|  | 0.98 % |

|  | 1.25 % |

|  | 1.16 % |

|  | 0.53 % |

|  | 0.48 % |

|  | 0.59 % |

|  | 0.40 % |

|  | 0.08 % |

|  | 0.12 % |

|  | 0.01 % |

|  | 0.12 % |

|  | 0.18 % |

|  | 0.14 % |

|  | 0.07 % |

|  | 0.01 % |

|  | 0.01 % |